# پل اشلتئاونه
پل اشلتئاونه (نروژی: Pål Sletaune؛ زادهٔ ۴ مارس ۱۹۶۰) کارگردان فیلم، فیلم‌بردار و فیلم‌نامه‌نویس اهل نروژ است.
از فیلم‌ها یا مجموعه‌های تلویزیونی که وی در آن‌ها نقش داشته است، می‌توان به اشغال‌شده، مانیتور و همسایه اشاره نمود.
همچنین برندهٔ جوایزی همچون جایزه آماندا شده‌است.